# Alfred Finsterer
Alfred Finsterer (* 8. Juni 1908 in Nürnberg; † 25. Januar 1996 in Stuttgart) war ein deutscher Maler, Grafiker und Typograph.

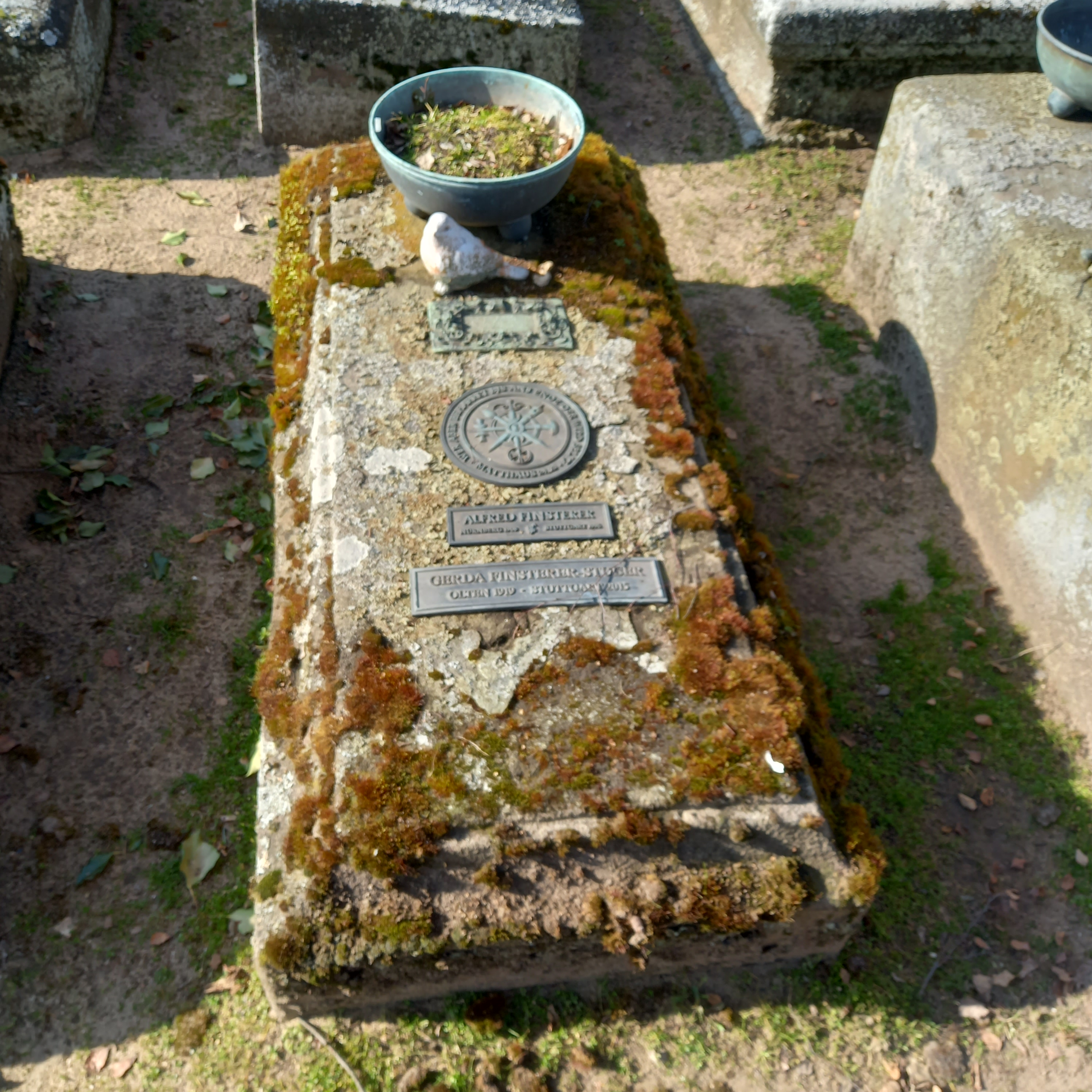
Das Grab von Alfred Finsterer und seiner Ehefrau Gerda Finsterer-Zuber auf dem Johannisfriedhof (Nürnberg)

## Leben
Nach der Ausbildung zum Industrie-Grafiker an der Kunstgewerbeschule Nürnberg bei Rudolf Schiestl arbeitete Finsterer zunächst als Grafiker. In der Zeit des Nationalsozialismus war er Mitglied der Reichskammer der bildenden Künste. Für diese Zeit ist seine Teilnahme an 27 großen Ausstellungen sicher belegt, darunter von 1937 bis 1942 an fünf Großen Deutschen Kunstausstellungen in München mit neun Druckgrafiken, von denen die Kanzlei Hitlers drei Radierungen und Heinrich Himmler und Theo Memmel je einen Holzschnitt erwarben. 1935 wurde er als einer von zehn deutschen Künstlern ausgewählt, um auf der Chicago International Exhibition auszustellen. Im selben Jahr wurde er als Dozent an die Akademie für graphische Künste und Buchgewerbe in Leipzig berufen, wo er ab 1939 bis 1945 als Professor und Leiter der Meisterklasse für Holzschnitt tätig war. Ein Brand in der Akademie zerstörte sein Atelier und seine dort lagernden Werke vollständig. 
Ab 1946 war Finsterer im Verlagswesen tätig. Zunächst von 1946 bis 1947 als Redakteur für Zeitschriften und verantwortlich für die Buchausstattung beim Sebaldus Verlag, Nürnberg. Von 1947 bis 1973 wurde Finsterer künstlerischer Leiter des Philipp Reclam jun. Verlages in Stuttgart. Parallel war er von 1952 bis 1957 für die Schriftgießerei Gebrüder Klingspor, Offenbach/Main beratend tätig, für die er auch Schriften entwarf. Außerdem stammten Illustrationen in Schriftproben aus seiner Hand. Des Weiteren war er von 1957 bis 1973 auch für das Druck- und Verlagshaus Belser in Stuttgart tätig. Zusätzlich übernahm er Buchausstattungen für die Verlage Kröner, Artemis, Brockhaus, Hirsemann und Suhrkamp.
Er wandte sich zunehmend der Buchgrafik zu, begann ab 1960 erste Versuche im Metalldruck und mit der Herstellung von großformatigen Farbradierungen. 1984 entwarf er Cover für die Vierteljahrsschrift Philobiblon. Eine Vierteljahresschrift für Buch- und Graphik-Sammler.
Verheiratet war er mit Gerda Finsterer-Stuber.
Werke von Finsterer befinden sich unter anderem im Klingspor-Museum in Offenbach am Main, den Städtischen Kunstsammlungen Galerie Albstadt, der Städtischen Galerie Stuttgart, der Graphischen Sammlung der Stadt Nürnberg, der Staatsgalerie Stuttgart sowie der ETH Zürich.

## Auszeichnungen
- 1928, 1935 und 1938 Dürer-Stipendium der Stadt Nürnberg
- 1937 Silbermedaille der Weltausstellung Paris
- 1989 Verdienstkreuz am Bande der Bundesrepublik Deutschland

## Werke (Auswahl)
- Vier ernste Gesänge von Johannes Brahms. Radierungen Alfred Finsterer. Aldus-Presse, Reicheneck, 1994
- Farbige Graphik unserer Zeit. (Editor), Belser, Stuttgart, 1960
- Hoffmanns Schriftatlas. Ausgewählte Alphabete und Anwendungen aus Vergangenheit und Gegenwart. Hoffmann, Stuttgart, 1952

Schriftenentwürfe
| Schriftname | Erstguss | Schriftgießerei                 |
| ----------- | -------- | ------------------------------- |
| DUO licht   | 1954     | Gebrüder Klingspor              |
| DUO dunkel  | 1954     | Gebrüder Klingspor              |
| Figura      | 1954     | Gebrüder Klingspor              |
| Titula      | 1956     | unveröffentlichte Privatschrift |

## Ausstellungen (unvollständig)
- Berlin, 1934
- Chicago, 1935
- Weltfachausstellung Paris 1937
- China, 1937
- Städtisches Bodensee-Museum, Friedrichshafen, Retrospektive, 1976
- Gutenberg-Museum, Mainz, 1980
- Klingspor-Museum, Offenbach a. M., 1983
- Stadtgeschichtliches Museum, Nürnberg, 1988/1989
- Städtische Galerie Albstadt, Zeichnungen und Radierungen, 1990
- Klingspor-Museum: Umbruch. Kunst der schönen Schrift, Offenbach am Main, Ausstellung mit Werken aus dem Nachlass des Künstlers, 2006